# آرثر إيفريت
آرثر إيفريت (1872 – 10 يناير 1952) هو مبارز بالسيف من المملكة المتحدة راحل، مثّل بلاده في الألعاب الأولمبية الصيفية 1912.

## روابط خارجية
آرثر إيفريت على موقع أوليمبيديا (الإنجليزية)